# لاري مارك
لاري مارك (بالإنجليزية: Larry Mark)‏ (8 أغسطس 1985 بآن آربر في الولايات المتحدة - ) هو لاعب كرة قدم أمريكي في مركز الوسط. لعب مع Crystal Palace Baltimore ‏.

## وصلات خارجية
- لاري مارك على موقع قاعدة بيانات كرة القدم.إي يو (الإنجليزية)